# Héctor Hoffens
Héctor Antonio Hoffens Valenzuela (* 3. Januar 1957 in Santiago de Chile) ist ein ehemaliger chilenischer Fußballspieler. Der rechte Flügelstürmer wurde 1989 zum Fußballer des Jahres in Chile ernannt.

## Karriere
Héctor Hoffens spielte in den Anfängen beim Amateurverein Santa Teresa de Ñuñoa. Bei Universidad de Chile gab der Flügelstürmer sein Debüt unter Trainer Ulises Ramos 1974 im Alter von 17 Jahren gegen Unión La Calera, wo er ein Tor erzielte. 1977 wurde Hoffens an CD Ferroviarios ausgeliehen und konnte sich danach als Startelfspieler an der Seite von Sandrino Castec bei La U durchsetzen. 1979 gewann das Team die Copa Chile. 1984 spielte Hoffens für zwei Jahre bei Audax Italiano, kehrte aber 1986 wieder zurück zu Universidad de Chile. Mit dem Klub ging er nach dem Abstieg 1988 in die zweite Liga, deren Meisterschaft sich La U im Folgejahr sicherte. Hoffens wurde zum Fußballer des Jahres in Chile gewählt. 1990 beendete Hoffens seine Karriere im Trikot von Universidad de Chile, für die er in 442 Pflichtspielen auflief.

## Erfolge
Universidad de Chile
- Chilenischer Pokalsieger: 1979
- Chilenischer Zweitligameister: 1989

## Auszeichnungen
- Bester rechter Flügelstürmer in Chile: 1982
- Fußballer des Jahres in Chile: 1989